# Хемофобія
Хемофо́бія, також рідко хімофо́бія — фобія, що породжується страхом перед хімією та хімічними речовинами. Хемофобія — один з видів технофобії.
Хемофобія є ірраціональним страхом, оскільки увесь Всесвіт складається з хімічних речовин, а хімія всього лише описує перебіг процесів у ньому. Однак через недостатню освіченість суспільство схильне вбачати у цьому лише негативний зміст. На противагу натуральним, апріорі корисним речовинам, хімічними (хімікатами) називають такі, що синтезовані штучно і нібито мають шкідливий вплив на здоров'я людини. І це не зважаючи на те, що синтетичними є велика кількість тканин, пластмаси тощо. Навіть у разі документально підтвердженої безпеки синтетичної речовини, схильні до хемофобії люди все одно надаватимуть перевагу «натуральній» альтернативі з міркувань, що вона є менш шкідливою.
Через брак інформації недовіру викликають також певні хімічні абревіатури і складні назви. Так, у 1983 році вийшла науково-жартівлива стаття про небезпечність загадкового монооксиду дигідрогену (DHMO), що «застосовується у ядерних реакторах, … сприяє ерозії ґрунту, … прискорює корозію». І хоч цією речовиною була звичайна вода, у декількох країнах проводилися обговорення щодо повної її заборони. Також вельми поширеними є дискусії довкола застосування харчових додатків із E-номерами, котрі нерідко розглядаються як шкідливі, хоча багатьом з них відповідають цілком звичні інгредієнти (наприклад, E330 — лимонна кислота, E500 — харчова сода). Цим нерідко користуються псевдонаукові ЗМІ, маніпулюючи громадською думкою і створюючи необхідну картину.
Слідування фобії змушує людей переглядати звичний спосіб життя: уникати продуктів харчування, що не визнані «органічними», ретельно перевіряти предмети вжитку на наявність шкідливих речовин, а також часто відмовлятися від необхідних ліків через наявність у них небезпечних компонентів, навіть у мізерних кількостях.

## Історія
Вважається, що хемофобія виникла у 1960-х роках із виходом книги американського біолога Рейчел Карсон «Мовчазна весна», в якій вона оповідала про небезпечність для здоров'я застосовуваних у сучасному сільському господарстві пестицидів, зокрема ДДТ.
З того часу використовувані у хімічній промисловості речовини почали все частіше розглядатися як такі, що можуть зашкодити здоров'ю та природі. Значно погіршили ставлення до хімії катастрофи у Севезо (1974) і Бхопалі (1984), а також виявлення небезпечних діоксинів у тваринних продуктах у Бельгії (1990).
Час від часу у багатьох країнах влада була змушена вдаватися до суворішого контролю за безпечністю застосовуваних хімікатів через виникнення обурень у суспільстві. Зокрема, відомий випадок, коли громадські активісти у США вимагали вилучити вакцини для дітей, у складі яких консервантом виступав ртутьвмісний тіомерсал, котрий на їхню думку спричинював у дітей розвиток аутизму. І попри те, що ртутьорганічні сполуки додавалися у незначних кількостях, а клінічні дослідження не виявили жодної кореляції між прийомом препарату і захворюванням, американська влада була змушена піти на поступки громадськості і в 2001 році вилучити його з деяких вакцин.

## Фізіологічні ефекти
Аналогічно до інших фобій, люди із хемофобією можуть відчувати погіршення самопочуття. Симптоми, що проявляються у хемофобів під час нападу, можуть бути подібними до симптомів синдрому множинної хімічної чутливості (МХЧ). До таких симптомів належать: загальна втома і слабкість, головний біль, запаморочення, втрата концентрації, втрата пам'яті, пригнічення настрою, розлади сну, непереносимість спеки, артралгія і шкірні висипи.